# Alonzo Verge
Alonzo Verge Jr. (nacido en Aurora, Illinois; 17 de octubre de 1998) es un baloncestista estadounidense que pertenece a la plantilla del MKS Dąbrowa Górnicza de la Polska Liga Koszykówki polaca. Con 1,85 metros de estatura, juega en la posición de escolta.

## Trayectoria deportiva
Es un jugador formado en el Willowbrook High School de Villa Park, Illinois, en el Arlington Country Day School de Jacksonville, Florida y en el Thornton Township High School de Harvey (Illinois), antes de ingresar en 1997 en el Moberly Area Community College de Moberly (Missouri), donde jugó dos temporadas. En 2019, ingresa en la Universidad Estatal de Arizona, situada en Tempe, Arizona, donde juega dos temporadas la NCAA con los Arizona State Sun Devils, desde 2019 a 2021.
En la temporada 2021-22, cambia de universidad e ingresa en la Universidad de Nebraska-Lincoln, situada en la ciudad de Lincoln, donde disputa la NCAA con los Nebraska Cornhuskers. 
Tras no ser drafteado en 2022, el 8 de agosto de 2022, firma por el MKS Dąbrowa Górnicza de la Polska Liga Koszykówki polaca.